# Bryony Shaw

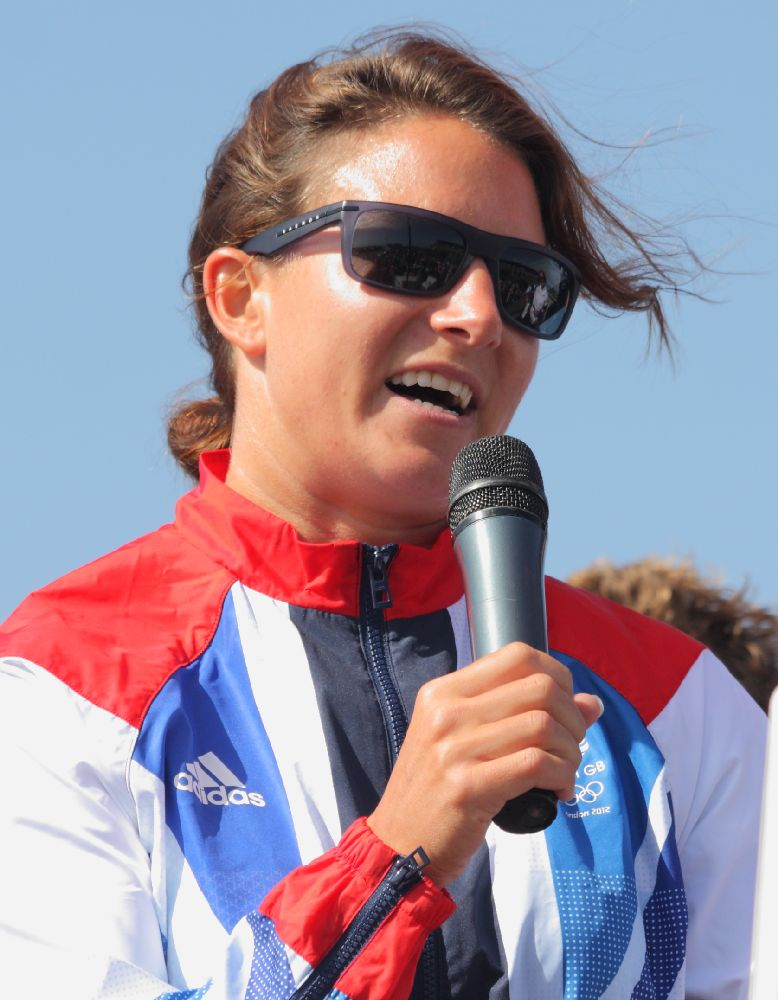
Bryony Shaw

Bryony Shaw, född den 28 april 1983 i Wandsworth i Storbritannien, är en brittisk seglare.
Hon tog OS-brons i RS:X i samband med de olympiska seglingstävlingarna 2008 i Qingdao i Kina.